# The Shadow Self
The Shadow Self – szósty album studyjny fińskiej wokalistki Tarji Turunen.

Wydawnictwo ukazało się 5 sierpnia 2016 roku nakładem wytwórni earMUSIC.

## Lista utworów
Opracowano na podstawie materiału źródłowego.
| Nr  | Tytuł utworu                                        | Długość |
| --- | --------------------------------------------------- | ------- |
| 1.  | „Innocence”                                         | 6:04    |
| 2.  | „Demons in You” (feat. Alissa White-Gluz)           | 4:44    |
| 3.  | „No Bitter End”                                     | 4:27    |
| 4.  | „Love to Hate”                                      | 5:57    |
| 5.  | „Supremacy” (Muse cover)                            | 5:03    |
| 6.  | „The Living End”                                    | 4:41    |
| 7.  | „Diva”                                              | 5:46    |
| 8.  | „Eagle Eye” (feat. Toni Turunen - wersja albumowa)  | 4:37    |
| 9.  | „Undertaker”                                        | 6:41    |
| 10. | „Calling From The Wild”                             | 5:14    |
| 11. | „Too Many” w tym ukryty utwór: „This Is a Hit-Song” | 12:53   |
|     |                                                     | 1:06:07 |